# 54-es busz (Miskolc)
A miskolci 54-es jelzésű busz a Repülőtér és Felső-Majláth között közlekedik. A járat munkanapokon, de 2 időpontban munkaszüneti napokon is közlekedik oda és vissza. 

## Története
Miskolc nyugati fele és a Megyei Kórház közvetlen kapcsolata érdekében 2015. június 15-én elindult az 54-es busz. Az 54-es viszonylat útvonala Felső-Majláth - Petőfi tér szakaszon az 1-es, a Petőfi tér - Repülőtér végállomás között a 14-es autóbuszéval azonos.

## Járművek
A leggyakoribb busztípusok:	MAN A40 Lion's City CNG,
NEOPLAN CENTROLINER N4522 és a MAN SG 263. Előfordul a vonalon BYD K9UD és a Veszprémből bérelt Neoplan Centroliner N4522 Evolution.

## Útvonala
| Repülőtér ⇒ Felső-Majláth | Felső-Majláth ⇒ Repülőtér |
| --- | --- |
| Repülőtér vá. – Szentpéteri kapu – Arany János tér – Petőfi Sándor tér – Jókai Mór utca – Fazekas utca – Vologda utca – Thököly utca – Győri kapu – Andrássy út – Újgyőri főtér – Andrássy út – Kiss tábornok út – Árpád út – Hegyalja út – Felső-Majláth vá. | Felső-Majláth vá. – Hegyalja út – Árpád út – Kiss tábornok út – Andrássy út – Újgyőri főtér – Andrássy út – Győri kapu – Thököly utca – Vologda utca – Fazekas utca – Jókai Mór utca – Szeles utca – Szentpéteri kapu – Repülőtér vá. |

## Megállóhelyek és átszállási lehetőségek
| 0  | Repülőtér             | 34 | 3A, 8, 12, 14, 20, 24, 36, 240                     | Repülőtér, Autóbusz-állomás, Szentpéteri kapui temető, OBI Áruház, Robert Bosch Park, Miskolci Nagybani Piac                                  |
| 2  | Napsugár otthon       | 32 | 3A, 12, 14, 20, 24, 36                             | Őszi Napsugár Otthon, Miskolci Rendészeti Szakközépiskola, TESCO Áruház, Stop Shop                                                            |
| 3  | Megyei Kórház         | 31 | 3A, 12, 14, 20, 24, 36                             | Borsod-Abaúj-Zemplén Megyei Kórház, József Attila Könyvtár                                                                                    |
| 5  | Levente vezér utca    | 30 | 12, 14, 20, 36                                     | Szentpéteri kapu |
| 6  | Álmos utca            | 29 | 12, 14, 20, 36                                     | |
| ∫  | Szeles utca           | 28 | 1, 12, 14, 20, 36, 101B                            | Miskolc Plaza |
| 8  | Petőfi tér            | 26 | 1, 11, 12, 14, 20, 34, 36, 101B                    | Deszkatemplom, Református Deszkatemető, Nemzeti Adó- és Vámhivatal                                                                            |
| 9  | Dózsa György út       | 24 | 1, 34, 101B                                        | Megyei és Városi Bíróság, Tűzoltóság, ÉMÁSZ Nyrt., Városi Rendőrkapitányság, Megyei Levéltár, Megyei Büntetés-végrehajtási Intézet, Ügyészség |
| 11 | Vologda városrész     | 22 | 1, 34, 101B                                        | |
| 13 | Szent Anna tér        | 20 | 1, 29, 39, 101B                                    | Szent Anna templom, Herman Ottó Gimnázium, Zrínyi Ilona Gimnázium                                                                             |
| 16 | Aba utca              | 18 | 1, 29, 39, 101B 1, 2                               | Lézerpont Látványtár, Szentpáli István Szakközépiskola és Szakiskola, Miskolci Városgazda                                                     |
| 18 | Zoltán utca           | 16 | 1, 29, 39, 101B 1, 2                               | Orvosi Rendelő |
| 19 | Örs utca              | 15 | 1, 29, 39, 101B 1, 2                               | Baross Gábor Szakközépiskola, Karacs Teréz kéttannyelvű leánykollégium, Újdiósgyőri Állategészségügyi Központ, Magyar Vöröskereszt            |
| 20 | Avar utca             | 13 | 1, 29, 39, 101B                                    | Újdiósgyőri Szent Imre templom, Posta |
| 22 | Újgyőri főtér         | 12 | 1, 6, 9, 16, 19, 21, 29, 39, 53, 68, 101B 1, 1A, 2 | Autóbusz-állomás, Bükk Áruház, Vasas Művelődési Központ                                                                                       |
| 23 | Újgyőri piac          | 11 | 1, 6, 53 1, 1A, 2                                  | Vasgyári Piac |
| 25 | Bulgárföld városrész  | 9  | 1, 6, 53 1, 1A                                     | DVTK Stadion, Diósgyőri Uszoda |
| 27 | Diósgyőri Gimnázium   | 7  | 1, 21, 53 1, 1A                                    | Diósgyőri Gimnázium, Bulgárföldi posta |
| ∫  | LÁEV                  | 6  | 1, 21, 53, 101B 1 330, 331                         | LÁEV kisvasút végállomás, Dr. Szabó Gyula Bemutató Csillagvizsgáló                                                                            |
| 28 | Táncsics tér          | 4  | 1, 21, 53, 101B                                    | Diósgyőri református templom |
| 30 | Diósgyőr városközpont | 3  | 1, 21, 53, 101B 1                                  | Diósgyőri vár, Ady Endre Művelődési Ház, Miskolc-Diósgyőri Rendőrőrs, Diósgyőri posta, Diósgyőri római katolikus templom                      |
| 32 | Alsó-Majláth          | 2  | 1, 21, 53, 101B 1                                  | Magyar Máltai Szeretetszolgálat |
| ∫  | Felső-Majláth         | 1  | 1, 21, 53, 101B                                    | Autóbusz és villamos végállomás, LÁEV kisvasút telephely                                                                                      |
| 34 | Felső-Majláth         | 0  | 1, 5, 15, 53, ZOO 1                                | Autóbusz és villamos végállomás, LÁEV kisvasút telephely                                                                                      |